# ヤマハ・ポップギャル

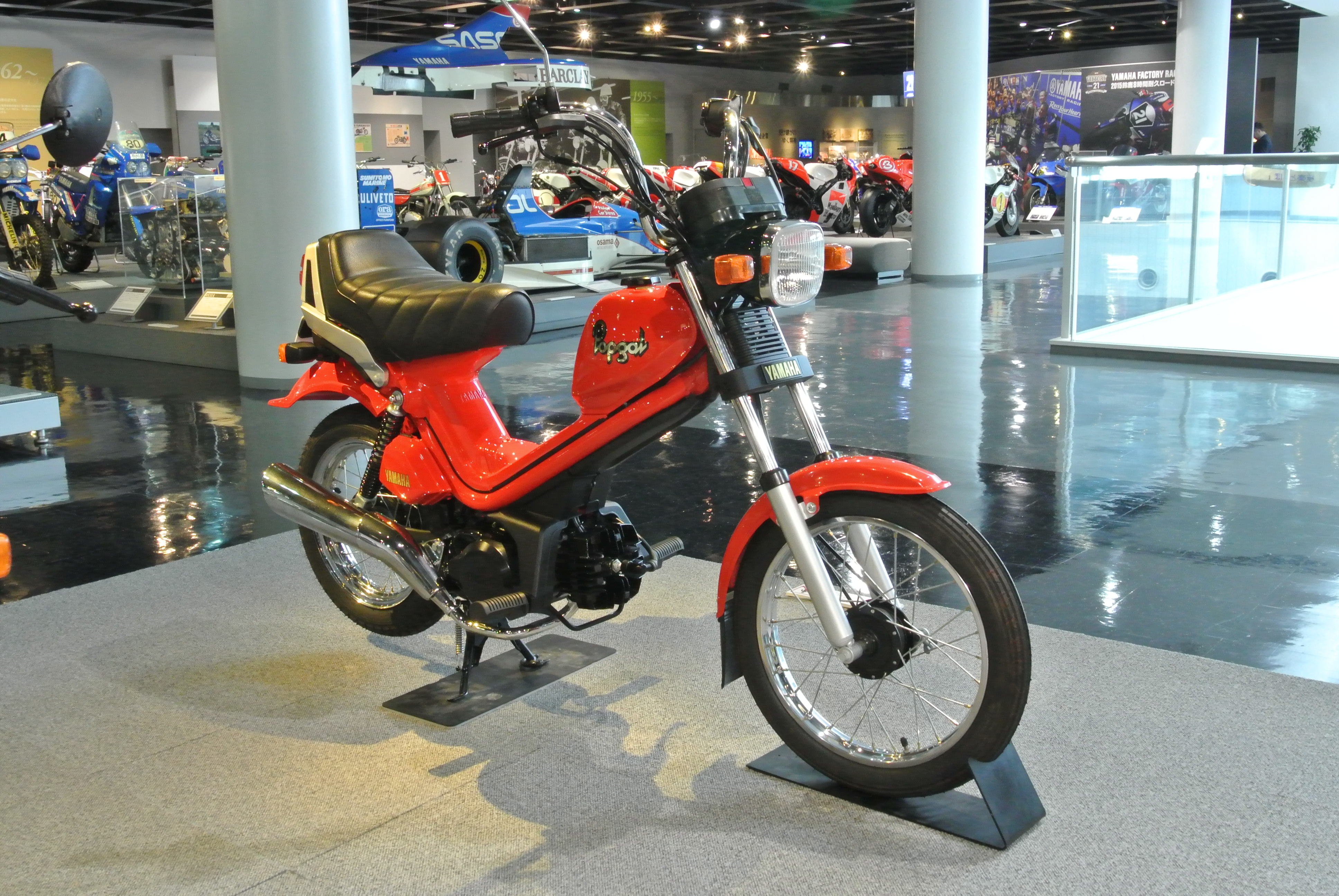
ポップギャル

ポップギャル (Popgal) は、ヤマハ発動機が製造していたオートバイ（原動機付自転車）である。型式はセルスターターなし仕様がMS50、およびセルスターター付仕様がMS50E。

## 概要
1982年3月発売。スポーティーファッション派の未婚女性をターゲットに既存のタウニィ（MJ50）を基に再設計・再開発された。CMキャラクターには小池玉緒が起用され、化粧品メーカー、カネボウとのタイアップ広告が展開された。
女性の体格で扱いやすいスタイリングとしながらも、ティアドロップタンク、大型シート、メガホンマフラーなどを採用し、スクーターに乗れなかった層にも受け入れられるようなスポーティでアメリカンなデザインとされており、メーターパネル右側にはバニティミラー付き小物入れが装備された。
エンジンは2ストローク単気筒49ccで最高出力は3.0ps。トランスミッションは2速オートマチックでシャフトドライブを採用。タイヤは前後でサイズが異なり、前輪14インチ、後輪12インチ。セルスターター付とセルスターターなしの2種類がラインナップされた。
1982年7月にはブラックボディにシルバーモールとブラウンシートを採用し、男性にもターゲットを拡大した「スペシャル」が追加された。